# 维莱莱穆瓦夫龙
维莱莱穆瓦夫龙（法語：Villers-lès-Moivrons，法語發音：[vilɛʁ lɛ mwavʁɔ̃]，意为“穆瓦夫龙附近的维莱”）是法国默尔特-摩泽尔省的一个市镇，位于该省中南部，属于南锡区。

## 地理
维莱莱穆瓦夫龙（48°48'51"N, 6°15'5"E）面积2.85 平方千米，位于法国大東部大區默尔特-摩泽尔省，该省份为法国东北部内陆省份，是洛林的一部分，北邻比利时、卢森堡，北起顺时针与摩泽尔省、下莱茵省、孚日省和默兹省接壤。
与维莱莱穆瓦夫龙接壤的市镇（或旧市镇、城区）包括：布拉特、莱尔、穆瓦夫龙、蒙特努瓦。

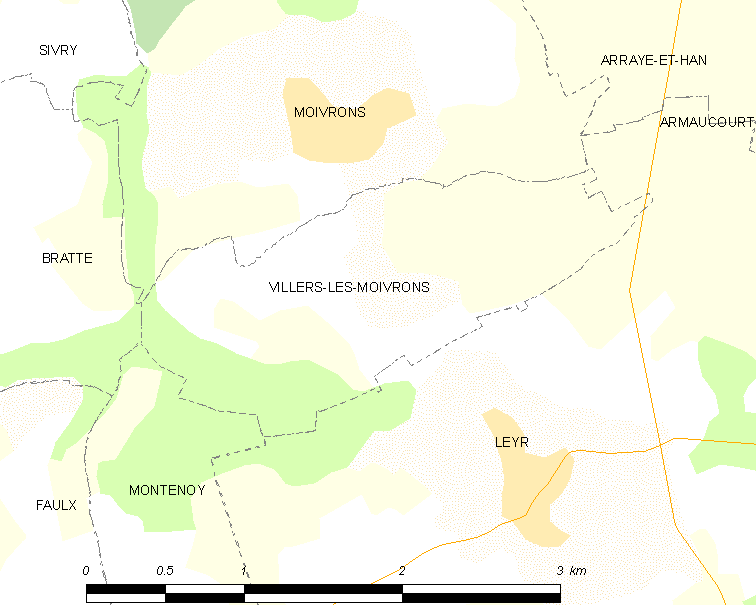
维莱莱穆瓦夫龙的OSM定位图

维莱莱穆瓦夫龙的时区为UTC+01:00、UTC+02:00（夏令时）。

## 行政
维莱莱穆瓦夫龙的邮政编码为54760，INSEE市镇编码为54577。

## 政治
维莱莱穆瓦夫龙所属的省级选区为塞耶-默尔特河间县。

## 人口

1962-2008年间维莱莱穆瓦夫龙人口变化图示

维莱莱穆瓦夫龙于2022年1月1日时的人口数量为143人。